# Oxögat, Västmanland
Oxögat är en sjö i Lindesbergs kommun i Västmanland och ingår i Norrströms huvudavrinningsområde. Sjön är 5,6 meter djup, har en yta på 0,007 kvadratkilometer och befinner sig 253 meter över havet.